# لاري كرامر
لاري كرامر (بالإنجليزية: Larry Kramer)‏ (و. 1935  م) هو كاتبٌ مسرحي، ومؤلف، ومنتج أفلام، ومدافع عن الصحة العامة، وناشط في مجال حقوق مجتمع الميم. بدأ مسيرته المهنية بكتابة السيناريوهات عندما عمل لصالح كولومبيا بيكشرز، الذي قاده إلى لندن حيث عمل مع ينوايند آرتستس. كتب هنالك النص السينمائي لفيلم عام 1969 نساء عاشقات (1969) وحصل على ترشيح لجائزة الأوسكار لعمله. قدَّم أسلوبًا مثيرًا للجدل وماجبهيًا في روايته المثليين (1978)، والتي حصلت على مراجعات مختلطة واستنكارات مشددة من عناصر في مجتمع المثليين لتصوير كرامر لما وصفه بأنه علاقات مثلية سطحية، وفاسقة في سبعينيات القرن العشرين.
شهد كرامر انتشار المرض الذي عُرف لاحقًا متلازمة نقص المناعة المكتسبة (ايدز) بين أصدقائه عام 1980. شارك في تأسيس منظمة أزمة صحة الرجال المثليين (جي إم أتش سي)، التي أصبحت ثالث أكبر منظمة خاصة تساعد الناس الذين يعانون من الأيدز في العالم. أُصيب كرامر بالإحباط بسبب الشلل البيروقراطي ولامبالاة الرجال المثليين بأزمة الأيدز، وأراد القيام بنشاطات أكثر من الخدمات الاجتماعية التي وفرتها جي إم أتش سي.
عبر عن إحباطه بكتابة مسرحية بعنوان القلب الاعتيادي، أُنتجت في المسرحي العام في مدينة نيويورك عام 1985. استمر نشاطه السياسي بتأسيس تحالف الأيدز لإطلاق القوة (آكت أب) عام 1987، وهي منظمة احتجاجية ذات عمل مباشر ومؤثرة تهدف إلى الحصول على المزيد من العمل العام لمكافحة أزمة الإيدز. يُنسب الفضل على نطاق واسع إلى آكت أب لتغيير سياسية الصحة العامة وتفهم الناس الذين يعيشون مصابين بالإيدز، ورفع الوعي بخصوص الأمراض المرتبطة بالأتش آي فّي والأيدز. وصل كرامر إلى نهائيات جائزة بولتزير عن مسرحيته مصيري (1992)، وهو حاصل على جائزة أوبي لمرتين.

## النشأة
وُلد كرامر في بريدجبورت، كونيتيكت، وكان الشقيق الأصغر سنًا من بين طفلين، واعتُبر »طفلًا غير مرغوب به« من قبل والديه اليهوديين، اللذان عَملا محاميًا وعاملة اجتماعية. عندما انتقلت العائلة إلى ماريلاند وجدوا أنفسهم في شريحة اجتماعية اقتصادية أقل بكثير من شريحة أقران كرامر  في المدرسة الثانوية. دخل كرامر بعلاقة جنسية مع صديقه الذكر في المدرسة الإعدادية، ولكنه واعد البنات في المدرسة. أراده والده أن يتزوج امرأة غنية وبالتالي ضغط عليه لكي يصبح عضوًا في بي تاو بي، وهي أخوية يهودية.
تسجل كرامر في جامعة ييل عام 1953، حيث واجه صعوبةً في التأقلم. شعر بالحزن، وحصل على درجات أقل من التي اعتاد عليها. حاول الانتحار بجرعة زائدة من الأسبرين لأنه شعر أنه كان «الطالب المثلي الوحيد في الحرم الجامعي». جعلته التجربة مصممًا على استكشاف جنسانيته ووضعته على الطريق للمحاربة من أجل «استحقاق الناس المثليين». وفي الفصل الدراسي التالي، دخل في علاقة مع أستاذه الألماني – وكانت أول علاقة رومانسية متبادلة مع رجل. وعندما كان من المقرر أن يذهب الأستاذ للدراسة أوروبا، دعا كرامر ليرافقه، ولكن كرامر اختار عدم الذهاب.
كانت ييل تقليدًا عائليًا: كان والد كرامر، وشقيقه الأكبر آرثر، واثنين من أعمامه متخرجين منها. استمتع كرامر بنادي فارسيتي للغناء الجماعي خلال وقته المتبقي في ييل، وتخرج عام 1957 بشهادة في اللغة الإنجليزية.

## سيرته المهنية

### كتاباته الأولى
بحسب كرامر، تنبع كل مسرحية كتبها من رغبة لفهم طبيعة الحب وعقباته. دخل كرامر مجال صناعة الأفلام وعمره 23 عامًا عن طريق التوظُّف كمشغل مبرقة كاتبة في كولومبيا بيكجرز، وقد وافق على الوظيفة فقط لأن الآلة كانت عبر الردهة من مكتب الرئيس. وأخيرًا، حصل على منصب في قسم القصص يعيد صياغة النصوص. كانت أول كتابة تُسجل في رصيده هي كاتب حوارات في ها نحن ندور حول شجرة التوت، وهي كوميديا جنس المراهقين. وتبع ذلك عام 1969 بالسيناريو المرشح لجائزة الأوسكار للنساء العاشقات، وهو نسخة منقولة بتصرف لرواية دي. أتش. لورنس. ثم صاغ ما سماه كرامر «الشيء الوحيد في حياتي الذي أخجل منه»، في النسخة الموسيقية للأفق الضائع لفرانك كابرا، وهو الفشل التجاري والنقدي السيئ السمعة الذي كان السيناريو الخاص به مبنيًا بشكل وثيق على فيلم كابرا. قال كرامر إن رسوم هذا العمل التي تم التفاوض عليها بشكل جيد، واستُثمرت بمهارة من قبل شقيقه، وجعلته مكتفيًا ذاتيًا من الناحية المادية.
بدأ بعدها كرامر بدمج المواضيع المثلية في أعماله، وحاول الكتابة للمسرح. كتب سجل قصاصات المخنثين عام 1973 (أعيدت كتابته لاحقًا تحت عنوان الأصدقاء الأربعة)، وهي مسرحية درامية عن أربعة أصدقاء، أحدهم مثلي، وعلاقاتهم المفككة. قال كرامر عنها إنها مسرحية حول «الجُبن وعدم قدرة بعض الرجال على النضوج، وترك العبودية العاطفية للصداقة الحميمة الجامعية للذكور، وتولي مسؤوليات البالغين». أُنتجت المسرحية لأول مرة في مسرح أُعد في صالة ألعاب رياضية قديمة لجمعية الشبان المسيحيين (واي إم سي أيه) قديم على الشارع رقم 53 والجادة الثامنة تحت اسم آفاق الكتاب المسرحيين. نقله المسرح المباشر إلى الاعتقاد بأن الكتابة للمسرح هي ما أراد فعله. وبالرغم من أنه حصل على مراجعةً إيجابية بعض الشيء من قبل ذا نيويورك تايمز، فقد أُغلقت من قبل المنتج وكان كرامر مستاءً لدرجة أنه قرر عدم الكتابة للمسرح مجددًا، وقال لاحقًا، «عليك أن تكون ماسوشيًا لتعمل في المسرح وساديًا لتنجح في منصاته».
كتب كرامر بعدها عصر مظلم صغير، بالرغم من فشله في أن يُنَتج. كتب فرانك ريج، في مقدمةٍ لمجموعة غروف بريس لأعمال كرامر الأقل شهرة، أن «جودة الكتابة الشبيهة بالحلم مؤرقة» في العصر المظلم، وأن مواضيعها، مثل استكشاف الاختلاف بين الجنس والشغف، «هي مخرجات هامة من إنتاجه الكلي» والتي تنبأت بأعماله المستقبلية، من ضمنها رواية المثليين لعام 1978.

### المثليين
في عام 1978، سلَّم كرامر النسخ النهائية الأربع الأخيرة من الرواية التي كتبها عن أسلوب الحياة السريع للرجال المثليين من جزيرة النار ومنهاتن. في المثليين، صيغت الشخصية الرئيسة على نفسه، كشخص غير قادر على إيجاد الحب بينما ينخرط في المخدرات والجنس الخالي من العواطف في الحانات والمراقص العصرية. وضح إلهامه للرواية: «أردت أن أكون في حالة حب. كل من عرفتهم تقريبًا شعروا بنفس الشيء. أعتقد أن أغلب الناس، في مرحلة ما، أرادو ما كنت أبحث عنه، سواءً استخفوا به أو قالوا إننا لا نستطيع أن نعيش مثل الناس المغايرين أو أيً كانت الأعذار التي يعطونها». بحث كرامر من أجل الكتاب، وتحدث إلى العديد من الرجال، وزار مؤسسات متنوعة. ولدى مقابلته للناس، سمع السؤال الشائع: «هل تكتب كتابًا سلبيًا؟ هل ستجعله إيجابيًا؟ ... بدأت بالاعتقاد، «يا إلهي، الناس متقلبون حقًا بخصوص الحياة التي يعيشونها». وكان ذلك صحيحًا. أعتقد أن الناس كانوا مذنبين بخصوص كل الاختلاط وكل ذلك والاحتفال».
تسببت الرواية بضجة في المجتمع الذي صورته؛ أُزيلت من رفوف متجر كتب أوسكار وايلد التذكاري -متجر كتب المثليين الوحيد في نيويورك- ومُنع كرامر من محل البقالة القريب من منزله في جزيرة النار. وجد المراجعون أن من الصعب تصديق أن قصص كرامر عن العلاقات المثلية كانت دقيقة؛ انتقد كلٌ من الصحافة المثلية والصحافة السائدة الكتاب. قال كرامر حول تناولهم للرواية، «اعتَقد العالم المغاير أنني بغيض، وعاملني العالم المثلي بمثابة الخائن. كان الناس يديرون ظهورهم لي حرفيًا عندما امشي بجانبهم. هل تعرفون ماذا كانت جريمتي الحقيقية؟ قدمت الحقيقة بالكتابة. هذا ما أفعله: قلت الحقيقة لكل من التقيت به على الإطلاق». المثليين، مع ذلك، أصبحت واحدةً من أكثر الروايات المثلية مبيعًا على الإطلاق.

## وصلات خارجية
- لاري كرامر على موقع IMDb (الإنجليزية)
- لاري كرامر على موقع الموسوعة البريطانية (الإنجليزية)
- لاري كرامر على موقع ألو سيني (الفرنسية)
- لاري كرامر على موقع أول موفي (الإنجليزية)
- لاري كرامر على موقع قاعدة بيانات برودواي على الإنترنت (الإنجليزية)
- لاري كرامر على موقع قاعدة بيانات الأفلام السويدية (السويدية)
- لاري كرامر على موقع إن إن دي بي (الإنجليزية)
- لاري كرامر على موقع قاعدة بيانات الفيلم (الإنجليزية)
- لاري كرامر على موقع كينوبويسك (الروسية)